# Tseshaht
Tseshaht (Seshart, c̓išaaʔatḥ) /= “the people of “the people of c̓išaa”, c̓išaa se nalazio na otoku koji se danas naziva Benson Island/ pleme američkih Indijanaca iz grupe Nootka ili Aht naseljenno na Barclay Soundu i Alberni Canalu na otoku Vancouveru kanadskoj provinciji Britanska Kolumbija. Glavno selo bilo im je Tsahahch. Prema Boasu dijelili su se na: Hameyisath, Kuaiath, Kutssemhaath, Maktlaiath, Nechimuasath, Neshasath, Tlasenuesath, Tseshaath i Wanineath.
U prošlosti su bili kitolovci i ribari
Danas žive na rezervatima Ahmitsa 5, Alberni 2, Cleho 6, Equis 8, Keith Island 7, Omoah 9, Tsahaheh 1 i Tseoowa 4. Populacija: 128 (1911); 1.047 u siječnju 2012.
Ostali stariji nazivi za njih su: Schissatuch, Seshaht, Shechart, She-sha-aht, Sishat, Suthsetts, Sutsets, Tsesh-aht i slično.

## Vanjaske poveznice
- Tseshaht First Nation